# Johanna Ögren
Emma Johanna Ögren, född 27 juni 1976, är en svensk författare och skribent. 
Johanna Ögren har givit ut böckerna Lilla Gummans gör det själv-guide (Ica Bokförlag) 2011, När två blev tre: Förstagångsföräldrars funderingar, farhågor och fantasier (Natur & Kultur) 2012 samt Mamma, pappa, pengar (Kalla Kulor Förlag) 2014. Hon var en av skaparna av bokförlaget Norstedts litteraturtidskrift Album år 2009.
Johanna Ögren är även en välkänd profil inom den svenska bloggvärlden och har grundat flera framgångsrika bloggar, däribland Bokhora. Våren 2012 placerade tidningen Internetworld henne på plats 17 över det digitala Sveriges mest kreativa personer. Hon är gift med författaren Daniel Åberg. Hon är bosatt i Stockholm och Vittangi. 
Under våren 2017 var hon en av deltagarna i Kulturfrågan Kontrapunkt, som sändes på SVT1.